# Peter Suschitzky

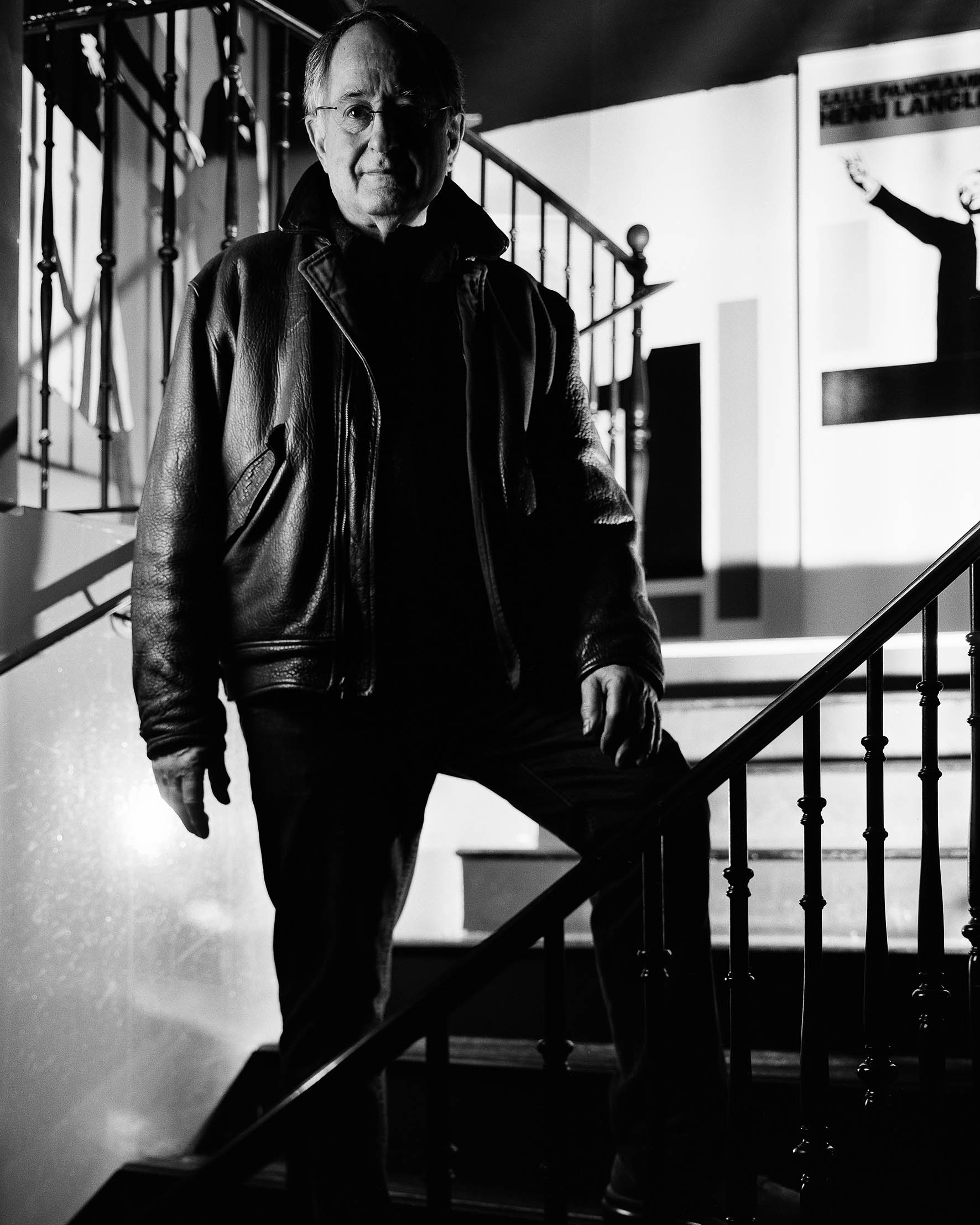
Peter Suschitzky, 2018

Peter Suschitzky, ASC (* 25. Juli 1941 in London) ist ein britischer Kameramann, der vor allem für seine Zusammenarbeit mit dem kanadischen Regisseur David Cronenberg bekannt ist.

## Leben
Der Sohn von Wolfgang Suschitzky, einem österreichischen Fotografen und Kameramann, wuchs in London auf. Seine Laufbahn begann Peter Suschitzky 1960 beim deutschen Fernsehen. Wieder zurück in England, fand er bald Beschäftigung bei Dokumentar- und Industriefilmen. Sein Debüt als Kameramann bei einem Spielfilm gab er 1962 bei It Happened Here.
Neben der Arbeit für profilierte Regisseure wie Peter Watkins, John Boorman und Ken Russell fotografierte Suschitzky auch Großproduktionen wie Das Imperium schlägt zurück. Mit Die Unzertrennlichen (1988) begann die regelmäßige Zusammenarbeit mit David Cronenberg.
Suschitzky erhielt 1989, 1992 und 1996 den kanadischen Genie Award für seine Arbeit in Die Unzertrennlichen, Naked Lunch und Crash. 1991 gewann er für Die Zeit der bunten Vögel den National Society of Film Critics Award in der Kategorie Beste Kamera.

## Filmografie (Auswahl)
- 1965: Mister Lewis – Kurzfilm
- 1965: It Happened Here – Regie: Kevin Brownlow, Andrew Mollo
- 1967: Privileg (Privilege) – Regie: Peter Watkins
- 1967: Ein erfolgreicher Blindgänger (Charlie Bubbles) – Regie: Albert Finney
- 1968: Der Angriff der leichten Brigade (The Charge of the Light Brigade) – Regie: Tony Richardson – Kamera 2nd Unit
- 1968: A Midsummer Night’s Dream – Regie: Peter Hall
- 1969: Ein Hauch von Liebe (A Touch of Love) – Regie: Waris Hussein
- 1969: Lock Up Your Daughters! – Regie: Peter Coe
- 1969: Gladiatorerna – Regie: Peter Watkins
- 1970: Leo der Letzte (Leo the Last) – Regie: John Boorman
- 1970: Im Visier des Falken (Figures in a Landscape) – Regie: Joseph Losey
- 1971: Melody – Regie: Waris Hussein
- 1972: Der Rattenfänger von Hameln (The Pied Piper) – Regie: Jacques Demy
- 1972: Heinrich VIII und seine sechs Frauen (Henry VIII and His Six Wives) – Regie: Waris Hussein
- 1975: The Rocky Horror Picture Show – Regie: Jim Sharman
- 1975: Lisztomania – Regie: Ken Russell
- 1977: Valentino – Regie: Ken Russell
- 1980: Das Imperium schlägt zurück (The Empire Strikes Back) – Regie: Irvin Kershner
- 1983: Krull – Regie: Peter Yates
- 1984: Der Liebe verfallen (Falling in Love) – Regie: Ulu Grosbard
- 1988: Die Unzertrennlichen (Dead Ringers) – Regie: David Cronenberg
- 1990: Die Zeit der bunten Vögel (Where the Heart Is) – Regie: John Boorman
- 1991: Naked Lunch – Regie: David Cronenberg
- 1992: Der Reporter (The Public Eye) – Regie: Howard Franklin
- 1993: Spurlos (The Vanishing) – Regie: George Sluizer
- 1993: M. Butterfly – Regie: David Cronenberg
- 1994: Ludwig van B. – Meine unsterbliche Geliebte (Immortal Beloved) – Regie: Bernard Rose
- 1996: Crash – Regie: David Cronenberg
- 1996: Mars Attacks! – Regie: Tim Burton
- 1998: Der Mann in der eisernen Maske (The Man in the Iron Mask) – Regie: Randall Wallace
- 1999: eXistenZ – Regie: David Cronenberg
- 2000: Red Planet – Regie: Antony Hoffman
- 2002: Spider – Regie: David Cronenberg
- 2005: Shopgirl – Regie: Anand Tucker
- 2005: A History of Violence – Regie: David Cronenberg
- 2006: Liu San – Wächter des Lebens (Le concile de pierre)
- 2007: Tödliche Versprechen – Eastern Promises (Eastern Promises) – Regie: David Cronenberg
- 2011: Eine dunkle Begierde (A Dangerous Method) – Regie: David Cronenberg
- 2012: Cosmopolis – Regie: David Cronenberg
- 2013: After Earth – Regie: M. Night Shyamalan
- 2014: Maps to the Stars – Regie: David Cronenberg
- 2015: Das Märchen der Märchen